# Кистер
Ки́стер — річка  в Україні, у Корюківському районі Чернігівської області. Права притока Убіді  (басейн Дніпра).

## Опис
Довжина річки 22 км., похил річки — 0,73 м/км.  Площа басейну 157 км².

## Розташування
Бере початок біля Зеленого Гаю. Тече переважно на південний захід і в Ченчиках впадає у річку Убідь, праву притоку Десни.